# Polypodium loriceum group
Polypodium loriceum group là một loài thực vật có mạch trong họ Polypodiaceae. Loài này được miêu tả khoa học đầu tiên.